# 劍橋公爵詹姆斯·斯圖亞特
詹姆斯·斯圖亞特 KG（英語：James Stuart；1663年7月12日—1667年6月20日），第一代劍橋公爵及伯爵、道特西男爵，詹姆斯七世及二世及約克公爵夫人安妮·海德的次子。1664年受封為第一代劍橋公爵及伯爵、道特西男爵，这是他的伯父查爾斯二世专门为他设立的头衔。国王还任命剑桥为嘉德骑士，但由于他英年早逝而从未授予他勋章。詹姆斯每年从国王那里获得3000英镑的俸祿。

## 生平
1663年7月12日凌晨1点22分，詹姆斯生于圣詹姆士宫，是约克公爵詹姆斯·斯图亚特（即后来的詹姆斯七世及二世）和约克公爵夫人安妮·海德的次子，但是是第一个存活的孩子。詹姆斯是查尔斯一世和法国国王亨利四世的孙辈。詹姆斯在出生10天后即7月22日在圣詹姆士宫洗礼。此次洗礼由坎特伯雷大主教吉尔伯特·谢尔顿所主持。他的教父母为伯父查尔斯二世、外祖父克拉伦登伯爵爱德华·海德、祖母法兰西的亨利埃塔·玛丽亚。
詹姆斯是詹姆斯六世及一世的曾孙。英国内战期间，伯父查尔斯二世曾逃亡至法国。在詹姆斯出生的前三年即1660年，查尔斯二世复辟。约克公爵詹姆斯在当时仍然是圣公会教徒，他的所有孩子皆是圣公会教徒。詹姆斯逝世后的两年，约克公爵詹姆斯才皈依天主教。
1664年8月23日，伯父查尔斯二世册封詹姆斯为第一代劍橋公爵及伯爵、道特西男爵。在约克公爵的几个儿子中只有詹姆斯及弟弟埃德加正式被则封为剑桥公爵 。1665年，妹妹安妮出生，这个安妮就是后来的安妮女王。安妮是詹姆斯逝世后少数还活着的姐妹。1666年，弟弟查爾斯出生。
1666年12月3日，詹姆斯被国王查尔斯二世授予嘉德勋章。查尔斯二世和其他一些骑士在国王私人住所的圆桌旁就座后，第一代蒙茅斯公爵詹姆斯·斯科特（詹姆斯的私生堂兄；国王的儿子）和爱德华·蒙塔古护送詹姆斯到国王面前。随后，詹姆斯跪在国王面前，国王将勋章项链戴在了他的脖子上，并将勋章腰带交给了萊茵河的魯珀特親王。随后国王亲吻了詹姆斯，仪式正式结束。此时，他的伯父查尔斯二世似乎不太可能从他不育的妻子布拉干萨的凯瑟琳那里生出任何合法的子嗣，因此詹姆斯已经被视为继他父亲之后的王位继承人。1665年5月，国王查理二世颁发专利证书，授予詹姆斯每年3,000英镑的俸禄。直到他十四岁时，这笔钱才由剑桥掌握。在那之前，这笔钱很可能由他的父母或保姆控制。

## 死亡

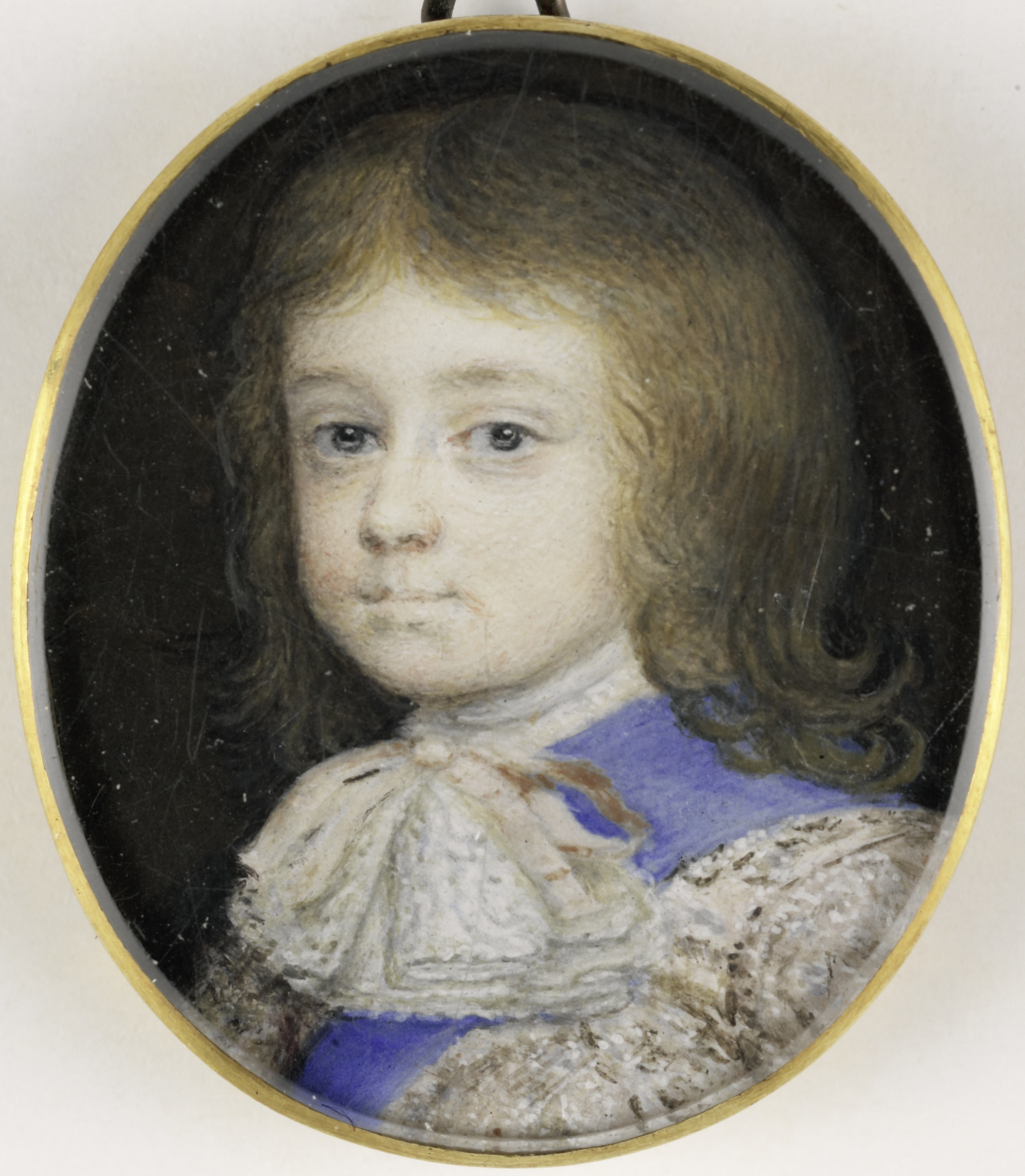
佐恩·范·雅各布所繪的肖像

詹姆斯於1667年4月下旬患病。詹姆斯所患上的疾病可能是天花或者腺鼠疫。塞缪尔·皮普斯所目擊，詹姆斯全身上下都是斑點，而他的医生弗雷泽博士不知道如何治疗这种疾病。5月22日，因抽搐而患病的弟弟——肯德爾公爵查爾斯在聖詹姆士宮逝世。詹姆斯則被轉移至裡士滿宮。肯德爾公爵查爾斯逝世後，其母親安妮·海德更加擔心詹姆斯的病情及生命安全，因為詹姆斯病得很重。皮普斯日記中記載，在1667年七月期間，王室对他的存活失去了所有希望。塞缪尔·皮普斯更在日記中寫道，整个国家对詹姆斯的存活失去了所有希望。然而，6月9日的報告表明，詹姆斯恢复得相当好，预计能够存活下来。
6月20日，詹姆斯在裡士滿宮逝世。他的死震驚了全國。人們認為這就是斯圖亞特王朝的終結。因為王室的男嗣們皆沒有後代。1667年6月26日，詹姆斯去世後的進一周，在西敏寺舉行了葬禮，並且安葬在西敏寺。他的墓碑上寫著“最有權勢的約克公爵詹姆斯王子的次子及繼承人即在四歲又二十天在裡士滿宮女王大廳逝世的最傑出的劍橋公爵詹姆斯王子的墓碑，公元1667年”。

## 影響

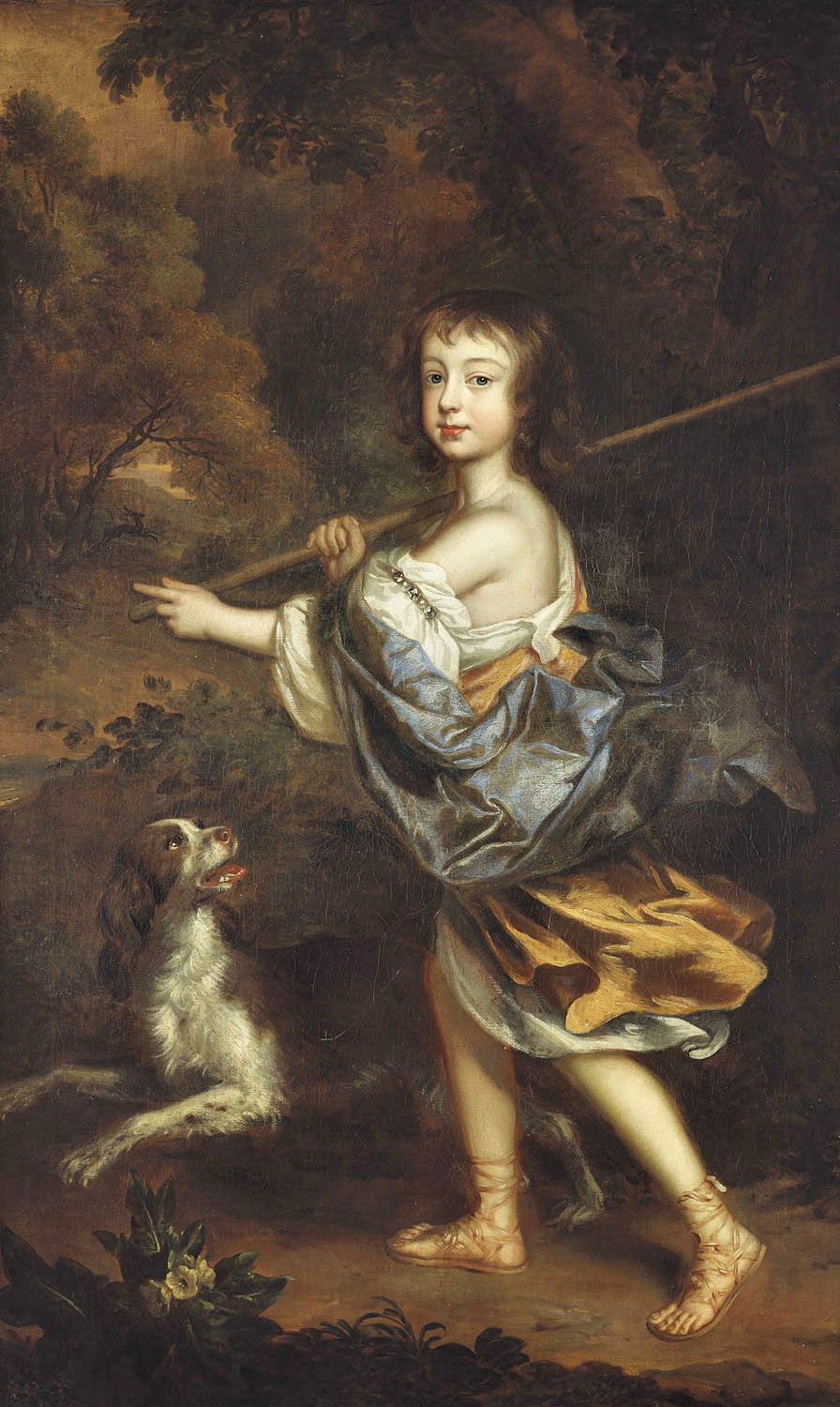
威廉·维辛所繪的肖像

塞缪尔·皮普斯寫到：詹姆斯生病期间，英国人非常担心他去世后会发生什么，并对他的死感到失望。查爾斯二世没有发出正式的信函指示朝廷哀悼，也没有哀悼期。詹姆斯的貴族頭銜——劍橋公爵及伯爵、道特西男爵在詹姆斯死後就絕嗣了。劍橋公爵後來再次被授予給弟弟埃德加。畫家威廉·维辛曾受瑪麗女勛爵（即後來的瑪麗二世）委託繪畫詹姆斯的肖像。此畫像曾掛在溫莎城堡花园别墅女王客厅的门上方.。剑桥的俸祿继续发放给他的父亲詹姆斯，希望能够赡养他的其他孩子。

## 頭銜
1664年他的伯父查爾斯二世冊封詹姆斯為第一代劍橋公爵及伯爵、道特西男爵，这是他的伯父查爾斯二世专门为他设立的头衔。
- 1663年7月12日—1664年8月23日：約克的詹姆斯·斯圖亞特王子殿下
HH Prince James Stuart of York
- 1664年8月23日—1667年6月20日：劍橋公爵約克的詹姆斯·斯圖亞特王子殿下
HH Prince James Stuart of York, Duke of Cambridge

## 榮譽
- 最尊貴的嘉德勛章（1666年12月3日；僅任命，並沒有授予勛章）

## 纹章
作為英國君主的孫子，詹姆斯有權使用英国皇家徽章，并以五分貂皮的银色鐵條加以区分。同时作为一名嘉德骑士，詹姆斯所使用的的英国皇家徽章会有嘉德勋章的腿袜带所包围。
- 詹姆斯·斯圖亞特的纹章